# Bad Rippoldsau-Schapbach
Bad Rippoldsau-Schapbach település Németországban, azon belül Baden-Württembergben. Lakosainak száma 2058 fő (2023. december 31.).

## Népesség
A település népessége az elmúlt években az alábbi módon változott:
| Lakosok száma | 2647 | 2836 | 2893 | 2535 | 2422 | 2500 | 2344 | 2311 | 2155 | 2058 |
|               | 1961 | 1967 | 1974 | 1980 | 1987 | 1993 | 2000 | 2006 | 2013 | 2023 |